# Anders Eklund (konstnär)
Anders Eklund, född omkring 1737, död 4 maj 1802, var en svensk konstnär.

## Biografi
Eklund omtalas ibland som kungens "hovlackerare" och ibland som "hovlakej på änkedrottningens hovstat" (troligen genom sammanblandning med en annan person) eller som "konterfejare". Han utförde porträtt, genre och fruktmotiv samt altartavlor i flera kyrkor.
Eklund var flitigt anlitad som porträttör i Stockholm och på herrgårdar runt Mälarlandskapen. Bland annat finns två porträtt av medlemmar ur släkten Celsing på Lindholmen i Södermanland. Även i skånska samlingar är han representerad, såsom på Krapperups slott. På Hofsta herrgård i Södermanland finns några dekorativa jaktskildringar tillskrivna Eklund.
Eklund har målat altartavlorna i Tillinge kyrka och i Ljustorps kyrka. I Tillinge kyrka är altartavlan är en oljemålning som kom till kyrkan som en gåva 1767. Motivet är Jesus som korsfäst omgiven av Maria och Johannes. I Ljustorps kyrka tillkom altartavlan på 1700-talet och tavlan föreställer Nattvarden och Korsfästelsen. Han har även målat en personsvit med biblisk anknytning på läktarbröstet i Ljustorps kyrka och kyrkobygget var klart 1757. Några altartavlor i kyrkor i Roslagen väster om Norrtälje är målade av Eklund, bland annat altartavlorna i Skederids kyrka (1761) och Husby-Sjuhundra kyrka (1773). I Skederids kyrka uppsattes altartavlan med motivet Jesus på korset och den utfördes 1761-1762. I Husby-Sjuhundra kyrka är altaruppsatsen tillverkad 1772 i traditionell senbarock. Den tillhörande altartavlan är en oljemålning av signerad Anders Eklund 1773 och har motivet Kristi Himmelsfärd. Målningen är innesluten i ett ramverk gjort i en blandning av rokoko och barockstil. Vid sidorna finns voluter och figurer som föreställer Tron och Hoppet. 
Eklund är representerad vid Nordiska museet och Nationalmuseum.

## Urval av målningar

Gustaf Adolf Reuterholm, friherre, överkammarherre, en av Rikets Herrar, president, avporträtterad 1756 av Anders Eklund, oljemålning. Nationalmuseum, Gripsholmssamlingen.
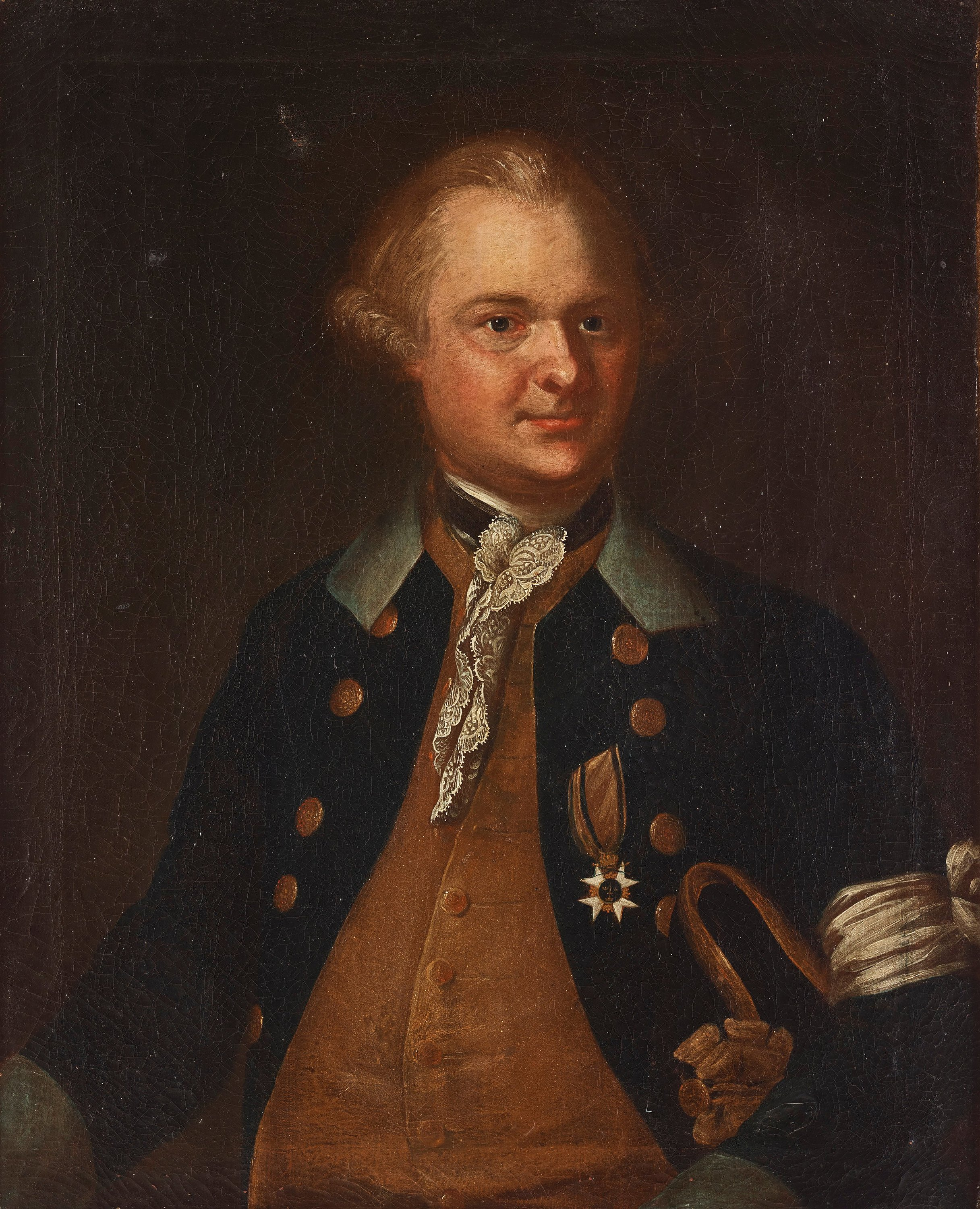
Officeren vid Flottan Jacob Cederström, avporträtterad 1772.
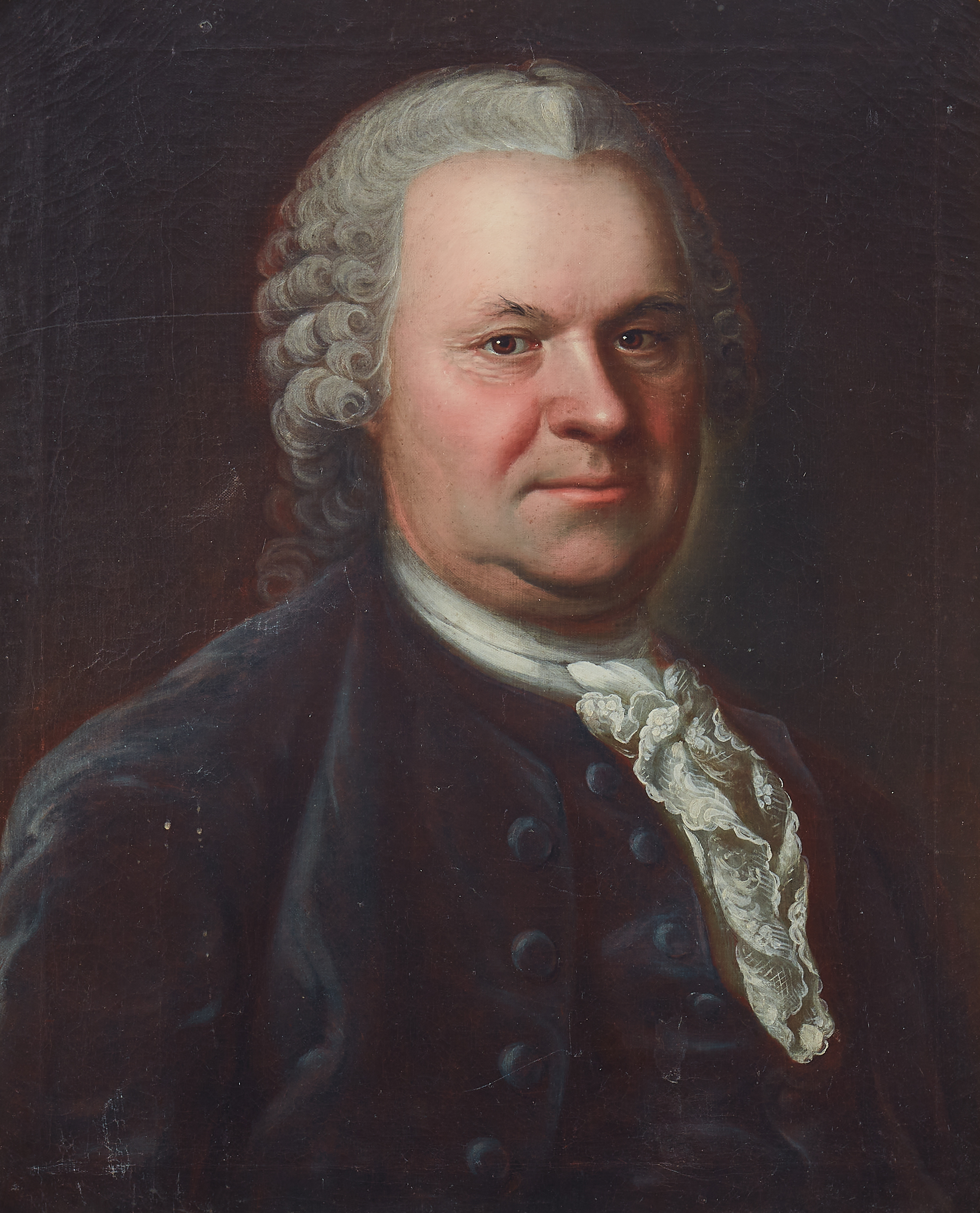
Häradshövding Eric Cederlöf avporträtterad 1772.
Elisabeth Palm (1656-1786), gift Schön. Nationalmluseum.
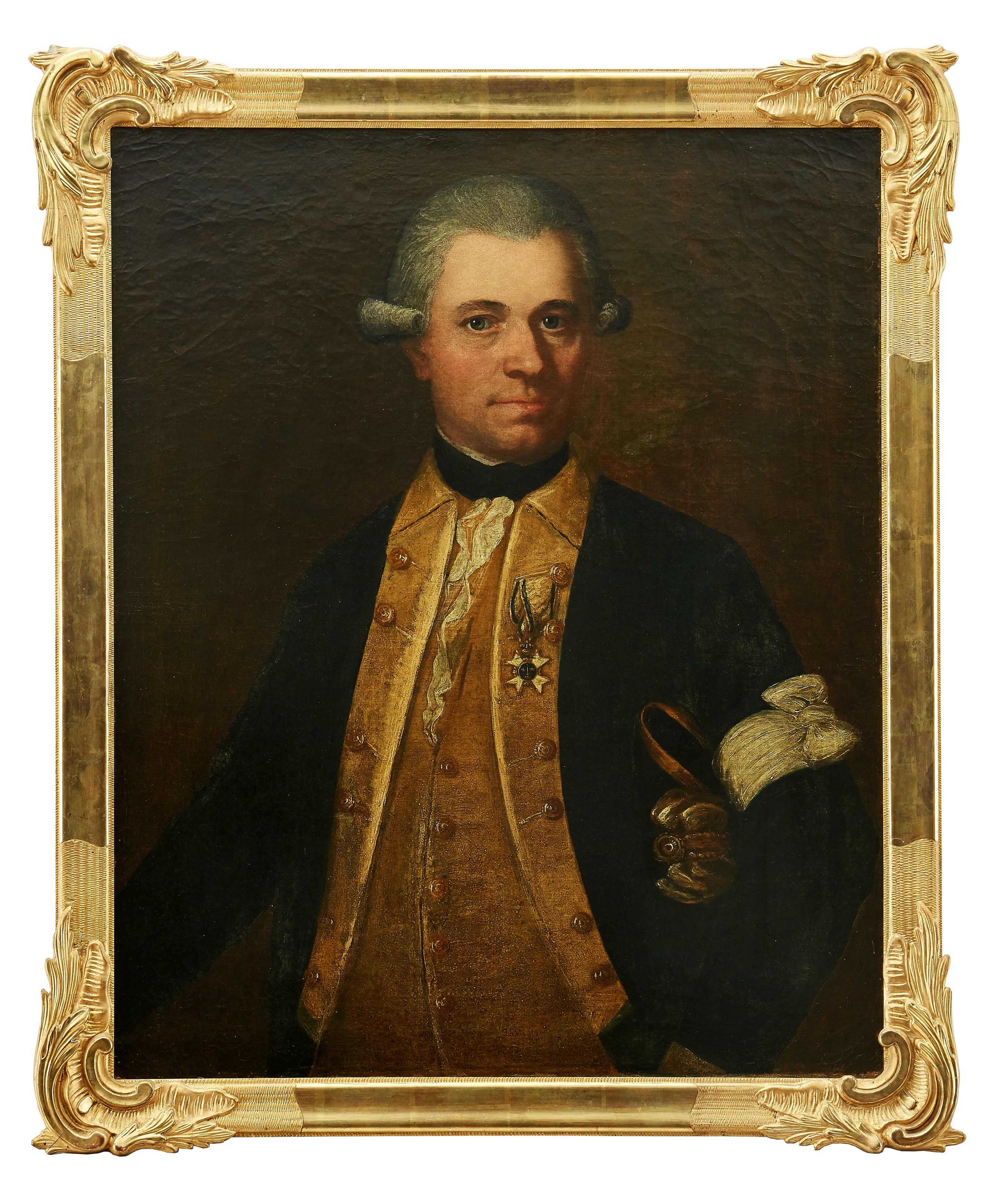
Kapten Ulrik Vilhelm von Düben i uniform m/1765 för Livgardet, med Svärdsorden på bröstet. Avporträtterad 1777 av Anders Eklund.
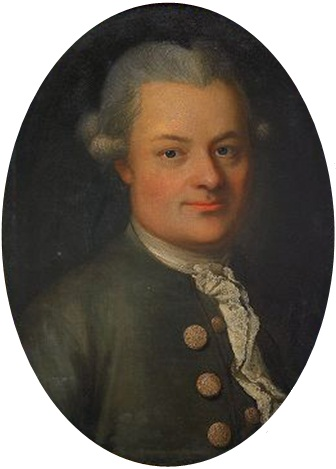
Erik Bredberg (1747-1807), cirka 1780, gift med Charlotta Wargentin.
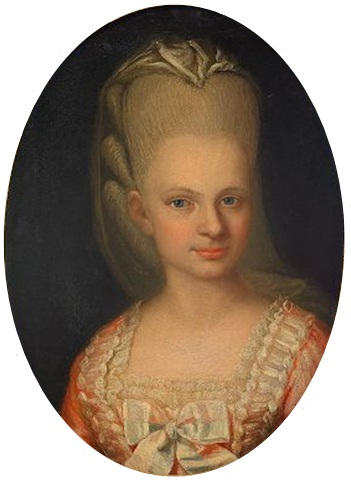
Charlotta Wargentin (1760-1819), cirka 1780, gift med Erik Bredberg.
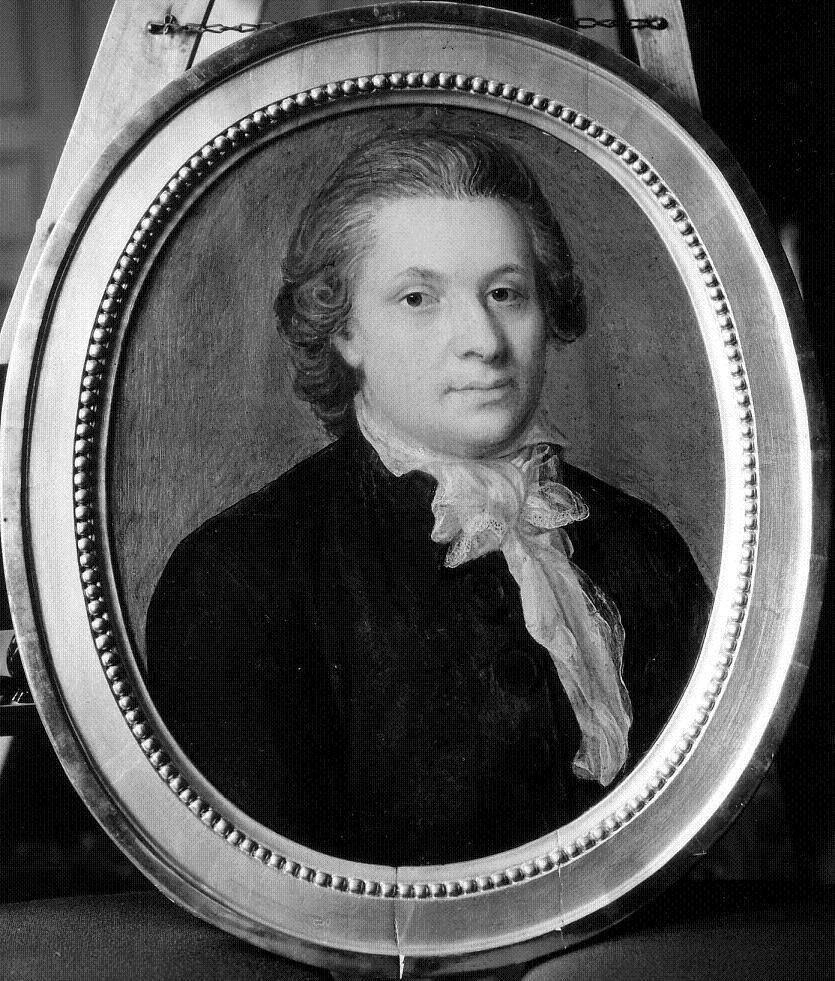
Eklunds porträtt från 1790 av Isaac Levin (1758-1830).

## Urval av altartavlor

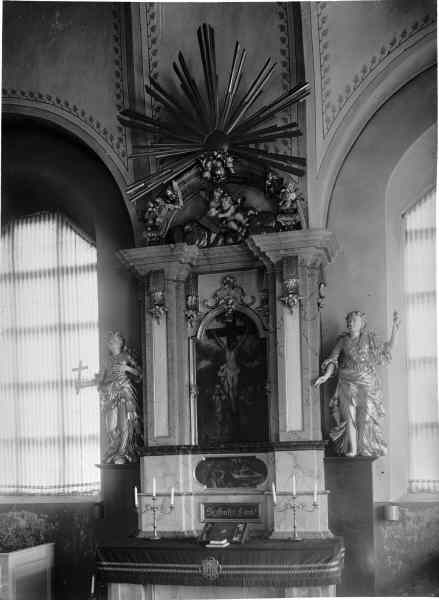
Altartavlan i Ljustorps kyrka föreställer Nattvarden och Korsfästelsen, målad 1757.
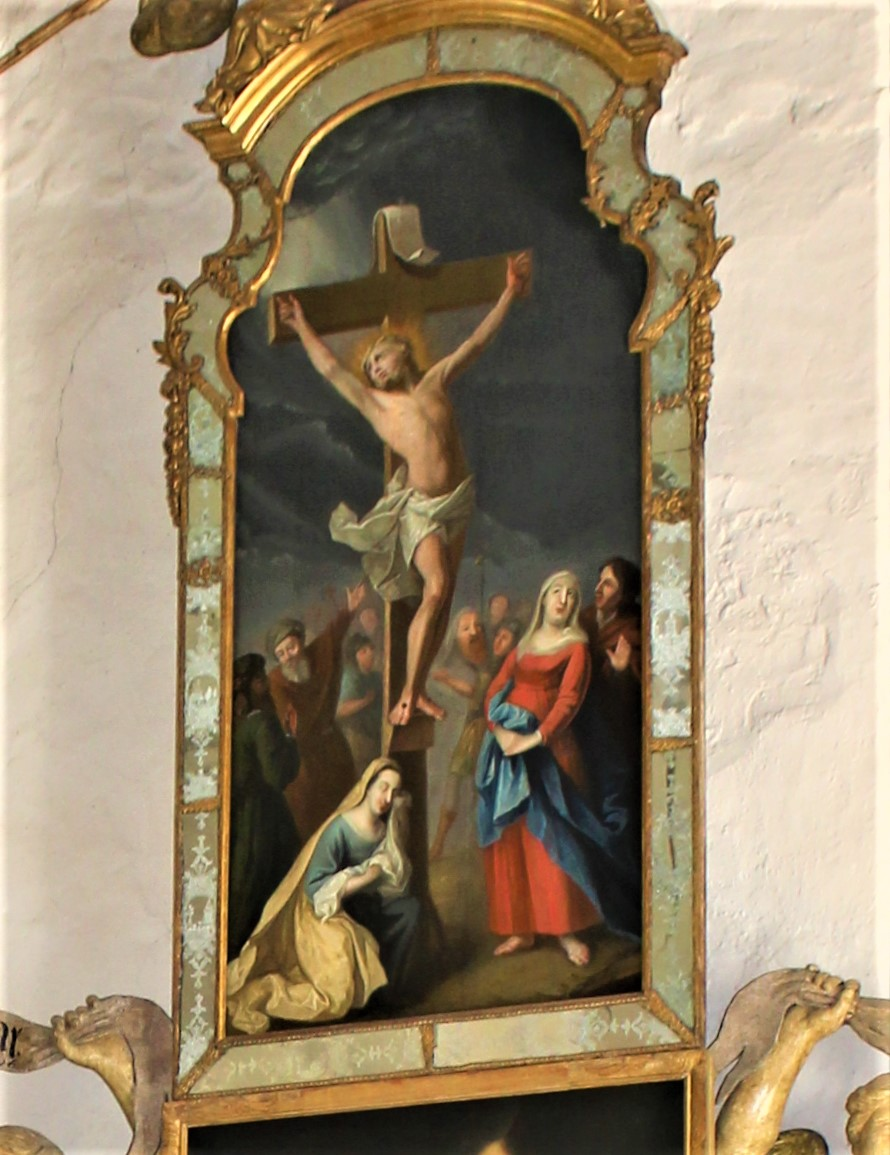
Altartavlan i Skederids kyrka föreställer Jesus på korset, målad 1761.
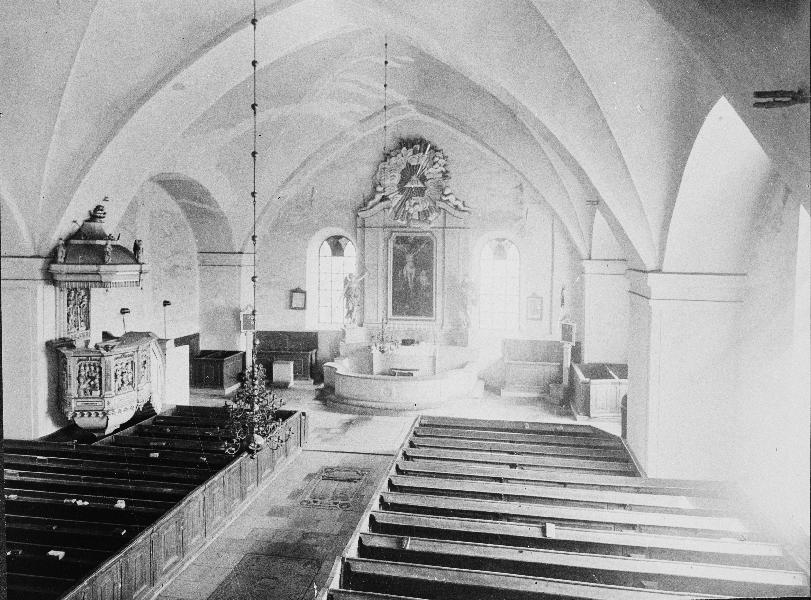
Altartavlan i Tillinge kyrka är en oljemålning utförd av konstnären Anders Eklund och kom till kyrkan som en gåva 1767. Motivet är Jesus som korsfäst omgiven av Maria och Johannes.
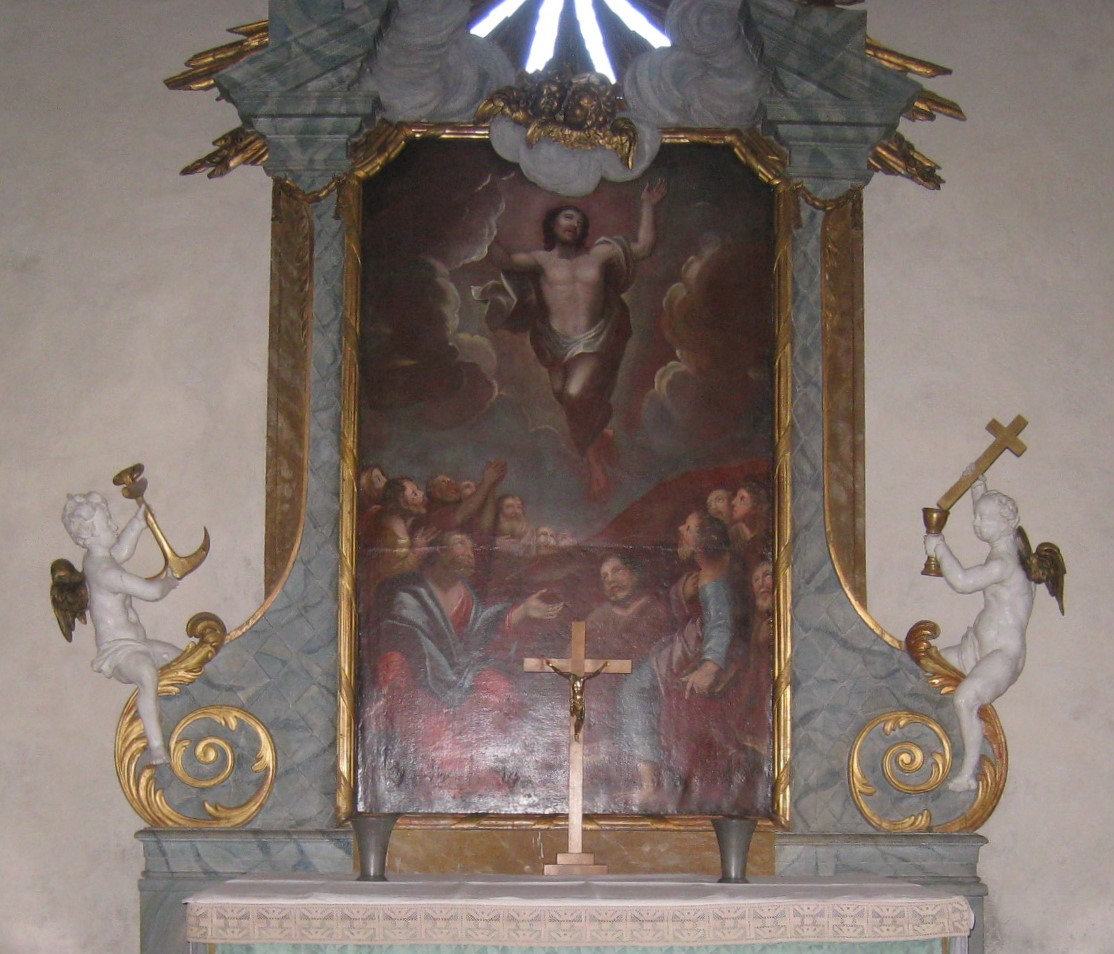
Altartavlan i Husby-Sjuhundra kyrka föreställer Kristi Himmelsfärd, målad 1773.